# Karl Thieme (Historiker)
Karl Otto Thieme (* 25. Mai 1902 in Leipzig; † 26. Juli 1963 in Basel) war ein deutscher Historiker und Politologe.

## Leben
Karl Thieme wurde als Sohn des Theologen Karl Thieme senior geboren. Sein Bruder war der Rechtshistoriker Hans Thieme. Karl Thieme besuchte in Leipzig ab 1912 das Königin-Carola-Gymnasium, das er 1921 mit dem Reifezeugnis verließ. Anschließend studierte er bis 1926 Philosophie, Geschichtswissenschaft und Jura an den Universitäten von Leipzig, Basel und Berlin. Bereits 1924 wurde er bei seinem Lehrer Hans Driesch über das Thema Schopenhauers Metaphysik in ihrem Verhältnis zur Kantischen Transcendentalphilosophie promoviert. Ab 1927 war Karl Thieme Dozent an der Berliner Hochschule für Politik. 
Von 1931 bis 1933 war Thieme Professor für Geschichte und Staatsbürgerkunde an der Pädagogischen Akademie in Elbing. Nach der Machtübernahme wurde er 1933 wegen seiner Gegnerschaft zum Nationalsozialismus aus dem Amt entfernt. Er schrieb dann für die von katholischen und evangelischen Jugendlichen vielgelesene Zeitschrift Junge Front. Wochenzeitung ins deutsche Jungvolk, die andere Themen ansprach als die HJ-Presse. Die Auflage der Zeitschrift Junge Front war bis zu ihrem Verbot im Januar 1936 von 30.000 auf 330.000 Exemplare angestiegen.
Karl Thieme konvertierte im Jahr 1934 vom evangelischen zum katholischen Glauben. 1935 musste er in die Schweiz emigrieren. Gemeinsam mit Waldemar Gurian verfasste er 1937 eine Denkschrift unter dem Titel Die Kirche Christi und die Judenfrage. Die Denkschrift rief alle Christen, besonders aber den Papst und die römische Kurie dazu auf, gegen den zeitgenössischen Antisemitismus und die Judenverfolgung in Deutschland öffentlich Stellung zu beziehen. Seit 1943 war Thieme in der Schweiz heimatberechtigt in Läufelfingen, Kanton Basel-Landschaft.
Seit 1947 lehrte Thieme als Gastprofessor und seit 1953 als ordentlicher Professor für Europäische Geschichte, Philosophie und Deutschtumskunde am Auslands- und Dolmetscherinstitut der Johannes Gutenberg-Universität Mainz in Germersheim. Er war seit 1948 Mitherausgeber des Freiburger Rundbriefes. Zusamme mit Ernst Ludwig Ehrlich prägte er die christlich-jüdische Verständigung der damaligen Jahre. Er pflegte internationale Kontakte zu jüdischen Persönlichkeiten und christlich-jüdischen Gesellschaften und war Berater für religiöse Angelegenheiten beim Deutschen Koordinierungsrat der Gesellschaften für christlich-jüdische Zusammenarbeit. In Mainz war Thieme ab 1953 als ordentlicher Professor tätig. Von 1954 bis 1963 war er Direktor des Auslands- und Dolmetscherinstituts, anschließend war er stellvertretender Direktor. 
In der Jüdischen National- und Universitätsbibliothek in Jerusalem besteht seit 1980 ein Karl-Thieme-Archiv.

## Veröffentlichungen (Auswahl)

### Monografien
- Das alte Wahre. Eine Bildungsgeschichte des Abendlandes. Verlag Jakob Hegner, Leipzig 1934.
- Christliche Bildung in dieser Zeit. Verlagsanstalt Benziger, Einsiedeln 1935.
- Gott und die Geschichte. Zehn Aufsätze zu den Grundfragen der Theologie und der Historik. Verlag Herder, Freiburg im Breisgau 1948.
- Beiträge zur Geschichte des Dolmetschens. (= Schriften des Auslands- und Dolmetscherinstituts der Johannes Gutenberg-Universität Mainz in Germersheim, Band 1). Zusammen mit Edgar Glässer und Alfred Hermann. Verlag Isar, München 1956.
- Biblische Religion heute. Hinweise und Ausblicke auf ihre geschichtliche und endgeschichtliche Entfaltung. Verlag Lambert Schneider, Heidelberg 1960.
- Dreitausend Jahre Judentum. Quellen und Darstellungen zur jüdischen Geschichte. (= Schöninghs geschichtliche Reihe, herausgegeben von Robert-Hermann Tenbrock). Ferdinand Schöninghs, Paderborn 1960.

### Herausgeberschaften
- Lasst uns Menschen sein. Das humanistische Leitbild in der Deutschen Literatur der Gothezeit. Res Gentium Verlag, Lörrach 1948.
- Judenfeindschaft. Darstellung und Analysen. Fischer Verlag, Frankfurt am Main 1963.